# Петар Орландић
Петар Орландић (Подгорица, 6. август 1990) црногорски  је фудбалер. Игра на позицији нападача.

## Каријера
Орландић је сениорску каријеру почео у Рибници из подгоричког насеља Коник. Током 2010. године прешао је у Зетy. Један период провео је на позајмици у ФК Братство из Цијевне након чега се вратио у Зету. Истакао се током јесењег дела сезоне 2013/14. када је на 16 првенствених утакмица постигао 12 голова. Током зимског прелазног рока је отишао на шестомесечну позајмицу у Хапоел из Тел Авива а затим се вратио у Зету у којој је провео и први део такмичарске 2014/15.
У фебруару 2015. потписао је уговор са Црвеном звездом. Са црвено белима је освојио Суперлигу Србије у сезони 2015/16. Напустио је клуб по истеку уговора на крају сезоне 2016/17. Орландић је за Звезду одиграо 30 првенствених утакмица на којима је постигао 14 голова.
Након истека уговора са Црвеном звездом, Орландић је једну полусезону наступао за португалску Мадеиру, а током пролећа 2018. је играо у кинеском Синкјангу. Након тога следе кратки наступи за малтежанску Биркиркару и тајландски Сухотаји. Слободан играч био је од маја 2019, да би у септембру исте године потписао уговор са грчким друголигашем Панахаикијем. У децембру 2019. раскинуо је уговор са грчким клубом, а наредног месеца је потписао за Спартак из Трнаве. Након полусезоне у Словачкој неко време је био без ангажмана а затим је током пролећа 2021. године поново наступао за Зету. У марту 2022. потписао је за Звијезду 09 са којом је наступао у Првој лиги Републике Српске. Вратио се затим у Црну Гору и наступао за тамошње друголигаше Отрант Олимпик и Подгорицу.
У фебруару 2024. потписао је за Језеро из Плава, члана црногорске Прве лиге.

## Трофеји

### Црвена звезда
- Суперлига Србије (1) : 2015/16.